# Hieronymus Justesen Ranch
Hieronymus Justesen Ranch, född 1539, död den 3 december 1607, var en dansk skald och dramatiker. 
Ranch studerade i Wittenberg 1563 och blev präst i Viborg 1572 samt prost 1591. 
Ranch författade de näst Christiern Hansens äldsta skådespel på danska: Salomons hylding (1584), som uppfördes vid prins Kristians hyllning i Viborg och där Ranch själv spelade med, Samsons fængsel (1599) och lustspelet Karrig Nidding, som blev en mycket läst folkbok. 
Såväl dessa som hans moraliserande Fuglevise utgavs av Sophus Birket-Smith 1876-77.